# Макрум
Макрум (на английски: Macroom; на ирландски: Maigh Chromtha) е град в южна Ирландия, графство Корк на провинция Мънстър. Разположен е около река Сълейн. Разстоянието на югоизток от Макрум до административния център на графството град Корк е 41 km. Имал е жп гара от 12 май 1866 г. до 1 декември 1953 г. Населението му е 3407 жители, а с прилежащите му околности 3553 от преброяването през 2006 г. 